# 510

## Догађаји
- Википедија:Непознат датум — Мировним уговором Сингидунум припао Византији.

- Битка код Лонгборта: краљ Будик II од Бретање тражи уточиште на двору Аергола Лохира, у Дифеду (Велс) након битке.
- Краљ Теодорик Велики диже франачку опсаду код Арла; град херојски бране његови становници, потпомогнути остроготским генералом Теудијем. Остроготи су преплавили Провансу (Јужна Галија) и консолидовали своје добитке у региону.
- Теодорик Велики поставља свог пријатеља Аниција Манлија Северина Боетија, римског филозофа, за чин конзула Остроготске краљевине.
- Сасанидски Персијанци освајају независно краљевство Кавкаске Албаније, државу коју су јерменски мисионари преобратили у хришћанство у 4. веку